# 花山院長親
花山院 長親（かさんのいん ながちか）は、南北朝時代から室町時代にかけての公卿・学者・歌人・禅僧。大納言・花山院師賢の孫で、内大臣花山院家賢の子。母は出自不詳だが、歌人の「花山院長親母」である。南朝に歴仕、やがて出家して子晋明魏（ししんみょうぎ）と号し、4代将軍・足利義持から厚遇された。別号の耕雲（こううん）でも著名。

## 経歴
正平21年/貞治5年（1366年）20歳の時に父兄を相次いで喪い、家督を継いだ。南朝での官歴は不明な点が多いが、正平20年/貞治4年（1365年）に五位、その後、公卿に列して三位中将で左大弁を兼ね、建徳2年/応安4年（1371年）中納言となり、程なく文章博士を兼ねて准儒の宣旨を受けた。天授元年/永和元年（1375年）左衛門督と見えるから、本官はなお中納言と思われるが、天授2年/永和2年（1376年）既に大納言であり、弘和元年/永徳元年（1381年）には右近衛大将を兼任していた。元中6年/嘉慶3年（1389年）以前に内大臣に至り、これが極位極官であろう。
南朝における事績は判然としない。ただ、学芸と歌道の才能をもって後村上・長慶天皇や宗良親王から信任を得て、正平20年（1365年）の『内裏三百六十首歌』、建徳2年（1371年）の『三百番歌合』、天授元年（1375年）の『五百番歌合』などの和歌会でその作者となる。同2年（1376年）夏に発意された『千首和歌』の人数に加えられた際は、病気を理由に一旦辞退したものの、翌年（1377年）詠進して宗良親王からの加点を受けた（『耕雲千首』）。また、宗良を助けて准勅撰集『新葉和歌集』の撰定に尽力し、自身は同集に25首が入集している。この頃の歌風は二条派を脱して、本歌取り･掛詞などの技法を駆使し、観念的な新古今調を目指したものが多い。
南朝末期には吉野を離れて流浪していたらしく、元中9年/明徳3年（1392年）の南北朝合一以前に上洛して妙光寺で出家し、臨済宗法燈派の聖徒明麟に就いて子晋明魏と号した。応永2年（1395年）東山如住院へ移り、同5年（1398年）その付近に耕雲庵を結んで南禅寺の塔頭とし、その庵号をもって耕雲とも称した。またこの前後に明麟の開いた同寺塔頭の禅栖院にも住する傍ら、『両聖記』･『霊巌寺縁起』･『衣奈八幡宮縁起』を執筆した。長親の歌人としての名声は京都でも聞こえ、やがて足利将軍の歌道師範となり、同14年（1407年）12月足利義満の十首歌へ批点を加え、翌15年（1408年）3月に歌論書『耕雲口伝』を執筆。同18年（1411年）大内盛見に『古今集』を講じ、同20年（1413年）4代将軍・足利義持に『孟子』を進講した。同21年（1414年）2月義持の命で冷泉為尹・宋雅と共に北野社十五首歌を詠進し、同年冬には足利満詮邸で「七百番歌合」（散佚）の判者を務めた。この頃から、義持の没する応永35年（1428年）まで厚遇を受け、奈良･天橋立などの遊覧、北野･男山･清水寺への参宮や参籠などにしばしば随行したが、同25年（1418年）9月の伊勢参宮に随行した際の紀行文が『耕雲紀行』である（翌春執筆）。その他、同26年（1419年）伏見宮貞成親王の仙洞歌会や歌合に参会し、同29年（1422年）5月『日御碕社造営勧進記』を執筆、同32年（1425年）頃には正徹とも親交を結ぶなど、晩年まで幅広く活躍した。
正長2年（1429年）7月10日に薨去、享年83か。これは『薩戒記目録』の同日条に「耕雲菴主明魏入滅事」と見えることによる。終焉の地に関しては遠江国耕雲寺説や上野国妙義山説もかつてあったが、長親が晩年地方に下ったとする史料はなく、やはり京都東山の耕雲庵にて薨去したとみる説が有力である。南朝廷臣の前歴を持ちながら、学芸を事として武家の知遇を得て、さりとて厳格な五山文学にも赴かず、世俗と交わって安穏な後半生を過ごした。こうした事情を反映してか、晩年の歌風には新古今調のものは少なく、二条派の枠組みに自身のあるがままの境遇を織り込んだ懐旧的な詠が多い。『新続古今和歌集』に「明魏法師」として6首入集する。

## 著作
長親の学芸への造詣は和歌・源氏学・宋学など多岐に亘っており、今日に伝存する著作も相当多い。
- 『耕雲千首（英語版）』（1377年） - 『天授千首』の一。竹柏園旧蔵・宮内庁書陵部所蔵の古写本には、元中6年（1389年）及び応永22年（1415年）の長親自身による奥書があり、大正5年（1916年）これを見出した武田祐吉が長慶天皇の在位を証明する有力なる史料として発表した。
- 『霊巌寺縁起』（1394年）
- 『両聖記』（1394年） - 伏見蔵光庵に勧請した天神像の由来書。渡唐天神伝説に関する最も早い文献として知られる。
- 『耕雲歌巻』（1395年以前） - 長親の詠5首に序文と跋歌1首を付した私家集。長文の序には、禅の無常観と狂言綺語観が認められる。
- 『衣奈八幡宮縁起』（1402年） - 末尾に長文の奥書があり、長親と聖徒明麟及び法燈派の拠点由良興国寺とのつながりが明示される。
- 『耕雲口伝』（1408年） - 歌論書。「心といふは歌の質なり、また理なり」と説くように、心詞論において禅学・宋学の影響が認められる。
- 『耕雲聞書』（1411年） - 大内盛見に『古今和歌集』を講義した際の聞書。
- 『倭片仮字反切義解』（応永期前半？） - 仮名の反切法と字源・音義を示し、五十音図の音韻組織を解説した語学書。偽書説もある[11]。
- 『耕雲百首』（1414年頃） - 自筆本の奥書によれば、足利義持の命で詠進し、書写して大内持世に与えた原本である。「雲窓賸語」とも。
- 『七百番歌合序』（1415年） - 前年冬に催された「七百番歌合」の序。歌論として注目される。
- 『源氏最要抄』（1416年） - 『源氏小鏡』を基礎とした梗概書。
- 『和漢字源通釈抄』（1416年） - 『源氏物語』中の難語に漢字を当てて意味を解いた注釈書。
- 『耕雲紀行』（1419年）
- 『日御碕社造営勧進記』（1422年） - 日御碕神社造営のために記した勧進文。和歌3首と序文から成り、義持ら6人が奉加者として名を連ねる。

また、長親の書写にかかるものに『源氏物語』･『仙源抄』などがあり、他に『御成敗式目追加』･『源経氏歌集』に加点したことがその奥書に見える。

## 系譜
- 父：花山院家賢（1326?-1366）
- 母：某女（1326頃-?） - 新葉集作者の「右近大将長親母」
  - 兄弟姉妹：花山院長賢、花山院師兼、簡中元要
- 妻：不詳
  - 一子：某[12] - 夭逝
  - 男子：伯厳殊楞 - 万寿寺・南禅寺両住持
  - 男子：宗意 - 聖無動院
  - 男子?：弘継[13]（1372-1437） - 東寺長者
  - 男子?：定意[13] - 東寺長者

## 伝説
軍記物『後太平記』では南朝の武将としても登場。巻9「河内国平尾合戦之事并亀六之術事」によれば、元中5年/嘉慶2年（1388年）8月17日には、南朝総大将楠木正勝に合流して室町幕府の将軍足利義満への奇襲を試みるが、河内国平尾（現在の大阪府堺市美原区平尾）で北朝の山名氏清に敗退している（平尾合戦）。